# Jorge Noguera Cotes
Jorge Noguera Cotes, né le 25 septembre 1963, directeur du Département administratif de sécurité (DAS), le principal service de renseignement colombien, était considéré comme l'homme le plus puissant du régime colombien, avant les révélations qui ont mené à sa mutation à un poste de consul en Italie, puis finalement à son arrestation, après une série d'enquêtes des médias et de la justice colombienne, à partir de 2006.
Jugé coupable d'association de malfaiteurs et d'homicide, il est condamné à 25 ans de prison en 2011. Il est aussi condamné à 6 ans de prison en 2017 pour avoir utilisé le DAS afin de persécuter des journalistes, des dirigeants syndicaux, des politiciens et des magistrats opposés à Alvaro Uribe.

## Affaires criminelles
Jorge Noguera Cotes est au cœur du scandale de la parapolitique: il a fait l'objet d'une enquête sur la base de plusieurs accusations, dont l'une émanant de l'ex-chef des services informatiques du DAS, Rafael García, un témoin-clé des enquêtes. Ce dernier accusait Noguera de mettre le DAS à disposition des forces paramilitaires dans le nord du pays, où ont eu lieu de nombreuses exactions, sous le prétexte de lutter contre les guerilleros des FARC, mais en fait liées à différents trafics.
Jorge Noguera Cotes est également accusé d'avoir fourni aux paramilitaires des listes de militants syndicaux devant être assassinés, et d'avoir détruit des documents essentiels, notamment des dossiers mettant en cause des narcotrafiquants. Devant l'accusation des médias tels que la revue Semana, notant qu'il fut chef de la campagne du candidat Álvaro Uribe dans le département du Magdalena, le président Uribe s'est indigné, affirmant qu'il « mettrait sa main au feu pour lui ». Jorge Noguera Cotes cependant dut démissionner, Il fut peu après nommé consul à Milan, avant de devoir démissionner à nouveau puis d'être inculpé et accusé d'« association de malfaiteurs » et d'avoir informé illégalement les paramilitaires. Il a finalement été arrêté le 22 février 2007.
Noguera a été remis en liberté le 23 mars 2007 pour vice de forme, avant d'être arrêté de nouveau le 6 juillet 2007. En novembre 2007, il a été destitué de ses fonctions et suspendu pour 18 ans, accusé d'enrichissement illégal et de détournement d'informations en vue de favoriser les paramilitaires. Une enquête contre lui est toujours en cours.
Peu après son arrestation, le directeur de la police nationale, le général Jorge Daniel Castro et celui du service de renseignement de la police ont dû démissionner en raison d’un autre scandale lié à des écoutes téléphoniques illégales de journalistes et de juges.
Le processus complexe qui a mené à son arrestation a par ricochet affaibli aussi les groupes paramilitaires d'extrême-droite qui ont tenté de déstabiliser Hugo Chávez au Venezuela et sont soupçonnés d'avoir organisé l'assassinat du procureur qui enquêtait sur eux.